# Mirei Kiritani

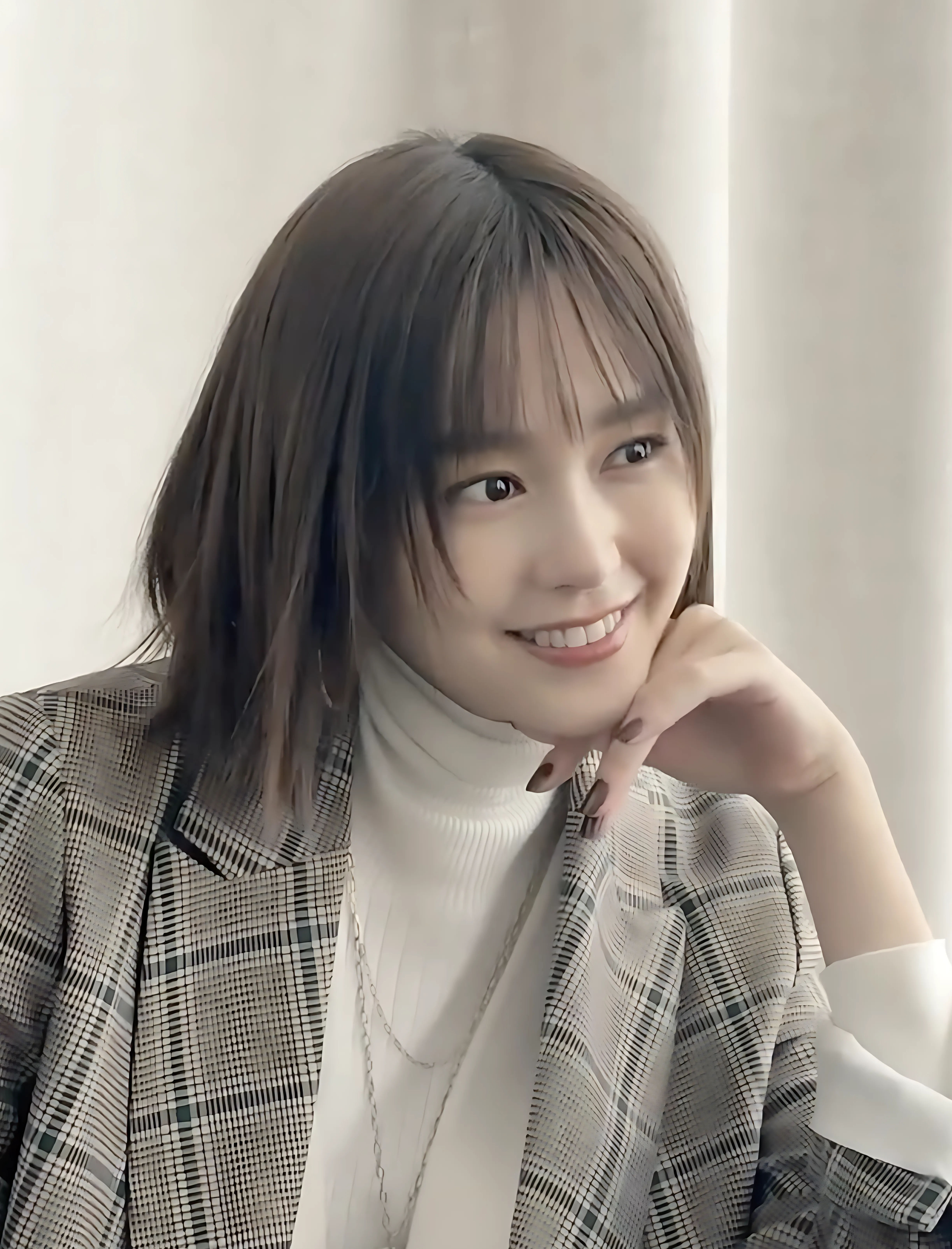
Mirei Kiritani, 2022

Mirei Kiritani (jap. 桐谷 美玲, Kiritani Mirei; * 16. Dezember 1989 in der Präfektur Chiba) ist ein japanisches Model, Schauspielerin und Nachrichtensprecherin. Sie war von April 2006 bis 2012 festes Mitglied des Model Casts der japanischen Modelzeitschrift Seventeen.

## Leben
Mirei Kiritani wuchs von 11 bis 14 Jahren in Osaka auf. 2006 erhielt sie ihre erste Rolle in dem Film Haru no Ibasho. Seitdem spielte sie in einer Reihe von Film- und Kinoproduktionen mit. Seit 2012 ist sie Anchorwoman bei der NTV-Nachrichtensendung News Zero.
Im März 2015 schloss sie ihr Studium für Kommunikationswissenschaften an der Ferris-Frauenuniversität in Yokohama ab.

## Werke

### Filmografie (Auswahl)
- 2006: Haru no Ibasho
- 2007: Akai Bunkajūtaku no Hatsuko
- 2008: Dōkyūsei
- 2008: Taiikukan Baby
- 2009: Yamagata Scream
- 2010: Ongakubito
- 2010: Kimi ni Todoke
- 2010: Memoirs of a Teenage Amnesiac
- 2011: Gene Waltz
- 2011: Runway Beat
- 2011: Ranhansha
- 2011: Snowflake
- 2011: Usagi Drop
- 2012: Arakawa Under the Bridge
- 2012: Ace Attorney
- 2012: Tsunagu
- 2012: Atarashii Kutsu o Kawanakucha
- 2013: 100-kai Naku Koto
- 2013: Asahiruban
- 2014: Detektiv Conan (Promise with a J-Leaguer)
- 2014: Team Bachisuta Final Kerberos no Shōzō
- 2014: Joshi Zu
- 2015: Assassination Classroom
- 2015: Koisuru Vampire
- 2015: Heroine Shikkaku

### Fernsehsendungen
- 2006–2007: Mezamashi TV Hayamimi Trend No.1
- 2009–2010: Gekimote! Seventeen Gakuen
- Seit 2012: News Zero